# Willerwald
Willerwald és un municipi francès situat al departament del Mosel·la i a la regió del Gran Est. L'any 2007 tenia 1.432 habitants.

## Demografia

### Població
El 2007 la població de fet de Willerwald era de 1.432 persones. Hi havia 553 famílies, de les quals 113 eren unipersonals (28 homes vivint sols i 85 dones vivint soles), 206 parelles sense fills, 214 parelles amb fills i 20 famílies monoparentals amb fills.
La població ha evolucionat segons el següent gràfic:
Habitants censats

### Habitatges
El 2007 hi havia 574 habitatges, 555 eren l'habitatge principal de la família, 3 eren segones residències i 15 estaven desocupats. 522 eren cases i 50 eren apartaments. Dels 555 habitatges principals, 473 estaven ocupats pels seus propietaris, 73 estaven llogats i ocupats pels llogaters i 10 estaven cedits a títol gratuït; 1 tenia una cambra, 9 en tenien dues, 40 en tenien tres, 120 en tenien quatre i 384 en tenien cinc o més. 522 habitatges disposaven pel capbaix d'una plaça de pàrquing. A 211 habitatges hi havia un automòbil i a 294 n'hi havia dos o més.

### Piràmide de població
La piràmide de població per edats i sexe el 2009 era:
| Homes | Edats   | Dones |
| ----- | ------- | ----- |
| 0     | 95 o +  | 0     |
| 0     | 90 a 94 | 8     |
| 4     | 85 a 89 | 8     |
| 8     | 80 a 84 | 8     |
| 4     | 75 a 79 | 16    |
| 24    | 70 a 74 | 48    |
| 56    | 65 a 69 | 28    |
| 28    | 60 a 64 | 40    |
| 24    | 55 a 59 | 24    |
| 52    | 50 a 54 | 60    |
| 48    | 45 a 49 | 36    |
| 32    | 40 a 44 | 60    |
| 48    | 35 a 39 | 32    |
| 48    | 30 a 34 | 52    |
| 36    | 25 a 29 | 20    |
| 28    | 20 a 24 | 48    |
| 32    | 15 a 19 | 48    |
| 32    | 10 a 14 | 24    |
| 36    | 5 a 9   | 28    |
| 28    | 0 a 4   | 40    |

## Economia
El 2007 la població en edat de treballar era de 920 persones, 634 eren actives i 286 eren inactives. De les 634 persones actives 591 estaven ocupades (330 homes i 261 dones) i 43 estaven aturades (19 homes i 24 dones). De les 286 persones inactives 102 estaven jubilades, 72 estaven estudiant i 112 estaven classificades com a «altres inactius».

### Ingressos
El 2009 a Willerwald hi havia 582 unitats fiscals que integraven 1.499,5 persones, la mediana anual d'ingressos fiscals per persona era de 19.246 €.

### Activitats econòmiques
Dels 33 establiments que hi havia el 2007, 1 era d'una empresa extractiva, 2 d'empreses de fabricació d'altres productes industrials, 10 d'empreses de construcció, 5 d'empreses de comerç i reparació d'automòbils, 3 d'empreses de transport, 1 d'una empresa d'hostatgeria i restauració, 1 d'una empresa financera, 1 d'una empresa immobiliària, 1 d'una empresa de serveis, 1 d'una entitat de l'administració pública i 7 d'empreses classificades com a «altres activitats de serveis».
Dels 16 establiments de servei als particulars que hi havia el 2009, 1 era una oficina bancària, 1 paleta, 3 guixaires pintors, 1 fusteria, 1 lampisteria, 2 electricistes, 2 empreses de construcció, 1 perruqueria, 2 restaurants i 2 salons de bellesa.
Dels 3 establiments comercials que hi havia el 2009, 2 eren fleques i 1 una peixateria.
L'any 2000 a Willerwald hi havia 8 explotacions agrícoles.

## Equipaments sanitaris i escolars
El 2009 hi havia una escola elemental.

## Poblacions més properes
El següent diagrama mostra les poblacions més properes.